# マシュー・マーサー
マシュー・クリストファー・ミラー（Matthew Christopher Miller), 1982年6月29日 - ）, 職業的にはマシュー・マーサー (Matthew Mercer) として知られている, は、アメリカ合衆国の声優。

## 若いころ
マシュー・クリストファー・ミラーは、1982年6月29日にフロリダ州パームビーチガーデンズで生まれた。8歳のとき、ミラーと彼の家族はカリフォルニア州ロサンゼルスに移住した。彼はカリフォルニア州アグーラヒルズのアグーラ高等学校に通った。ミラーは幼いころに吃音症を患っていたため、学生時代には言語療法士に話し方を改善してもらう必要があった。高校卒業後、ミラーは有名人との混同を避けるために「マシュー・マーサー」という芸名を採用した。

## 出演作品

### テレビアニメ
- アルドノア・ゼロ（鞠戸孝一郎）
- アクセル・ワールド（ブラック・バイス）
- K（夜刀神狗朗）
- 進撃の巨人（リヴァイ）
- キルラキル（美木杉愛九郎）
- ジョジョの奇妙な冒険 スターダストクルセイダース（空条承太郎）
- ソードアート・オンライン Extra Edition（菊岡誠二郎）
- デジモンクロスウォーズ（リーフモン、ベルゼブモン、オメガモン）
- トライガン
- NARUTO -ナルト- SD ロック・リーの青春フルパワー忍伝（マイト・ガイ）
- NARUTO -ナルト- 疾風伝（ヤマト、シラナミ、八尾）
- BLEACH（月島秀九郎、獅子河原萌笑）
- Fate/Zero（衛宮切嗣）
- ブラッドラッド
- マギ（シンドバッド）
- ドラゴンボール超（ヒット）

### 劇場版アニメ
- アイアンマン： ライズ・オブ・テクノヴォア（トニー・スターク/アイアンマン）
- アベンジャーズ コンフィデンシャル: ブラック・ウィドウ & パニッシャー
- バイオハザード ダムネーション（レオン・S・ケネディ）
- モンスターズ・ユニバーシティ
- バイオハザード: ヴェンデッタ（レオン・S・ケネディ）
- バイオハザード デスアイランド（レオン・S・ケネディ）

### Webアニメ
- スシニンジャ（タマゴ）

### ゲーム
- ギルドウォーズ2
- コール オブ デューティ ブラックオプス2
- 真・三國無双7
- 真・女神転生IV（ワルター）
- ストリートファイターZERO
- ストリートファイターIV（フェイロン）
- 戦国BASARA3（前田利益）
- ソウルキャリバーV（ツヴァイ（Z.W.E.I.））
- テイルズ オブ エクシリア（アルヴィン）
- デッド オア アライブ5（バイマン）
- デビルサマナー ソウルハッカーズ（葛葉ライドウ）
- デモンゲイズ（バッツ、クエーサー）
- KNACK（グンダハル）
- ノーモア★ヒーローズ2 デスパレート・ストラグル（ヘルター・スケルター、ビショップ・シダックス）
- ノーモア★ヒーローズ3（ナレーション、ハンター・タッチダウン）
- バイオハザード6（レオン・S・ケネディ）
- バイオハザード リベレーションズ2（レオン・S・ケネディ）
- ファイアーエムブレム 覚醒（クロム）
- フェアリーフェンサー エフ（アポローネス、リュシン）
- ブレイドアンドソウル
- Halo 4
- ペルソナ4 ジ・アルティメット イン マヨナカアリーナ（巽完二）
- ペルソナ4 ダンシング・オールナイト（巽完二）
- ライトニング リターンズ ファイナルファンタジーXIII
- Overwatch（マクリー（OW1）→キャスディ―（OW2））
- 絶対絶望少女 ダンガンロンパ Another Episode（塔和灰慈）
- ソニックフォース（エスピオ・ザ・カメレオン）
- JUDGE EYES:死神の遺言（黒岩満）
- ドラゴンボール ファイターズ（ヒット）
- Baldur's Gate III（ミンスク[1][2]）
- ゼルダの伝説 ティアーズ オブ ザ キングダム（ガノンドロフ）